# Horst Mühlmann
Horst Herbert Erich Mühlmann (* 2. Januar 1940 in Dortmund; † 17. November 1991 in Selm) war ein deutscher Fußballspieler sowie American-Football-Profi in der National Football League (NFL).

## Fußball
Mühlmann begann mit dem Fußballspielen beim BV Brambauer und wechselte später zu Borussia Dortmund. 1961 kam der damals 21-Jährige an die Glückauf-Kampfbahn und machte seine ersten Spiele für den FC Schalke 04 in der alten Oberliga. Als Stammtorhüter spielte Mühlmann von 1963 bis 1966 in der Fußball-Bundesliga für die Königsblauen. Danach spielte er noch eine Saison für den Bonner SC in der zweitklassigen Regionalliga West.

## American Football
1968 spielte Mühlmann bei den Kansas City Spurs der North American Soccer League (NASL) Fußball, ehe er ein Jahr später erstmals in der damaligen American Football League (AFL) für die Cincinnati Bengals als Kicker spielte. Hier avancierte er zu einem Star, denn er konnte sehr gut und weit kicken. Er war der erste Spieler nach dem Zusammenschluss von AFL und NFL, der in drei aufeinanderfolgenden Spielen ein Field Goal aus über 50 Yards erzielte, eine Leistung, die seitdem nur dreimal eingestellt wurde. In Cincinnati blieb er bis 1974, danach spielte er noch bis 1977 für die Philadelphia Eagles, bevor er endgültig aus dem professionellen Sport ausschied.

## Erwähnenswertes
In seiner aktiven Zeit als Fußballer arbeitete Mühlmann, wie es zu damaliger Zeit üblich war, halbtags als Maurer. Am ersten Spieltag der neugegründeten Bundesliga, im August 1963, stand er für die Königsblauen beim 2:0-Sieg über den VfB Stuttgart zwischen den Pfosten.
Mühlmann war der erste in Deutschland aufgewachsene Spieler in der NFL.
Nach der Rückkehr aus den USA lebte Mühlmann bis zu seinem Tod zusammen mit seiner Familie in seinem Mehrfamilienhaus in Selm. Am 17. November 1991 starb er nach schwerer Krankheit im Alter von 51 Jahren.